# Bouarg
Bouarg (en àrab بوعرك, Būʿarg; en amazic ⴱⵓⵄⵔⴳ) és una comuna rural de la província de Nador, a la regió de L'Oriental, al Marroc. Segons el cens de 2014 tenia una població total de 37.737 persones.